# Enochrus innovatus
Philydrus innovatus
Espèce
Synonymes
- †Philydrus innovatus Théobald, 1937

Enochrus innovatus est une espèce fossile d'insectes coléoptères de la famille des Hydrophilidae et du genre Enochrus.

## Classification
L'espèce Philydrus innovatus est décrite en 1937 par le paléontologue français Nicolas Théobald (1903-1981). 

### Fossile
Cet holotype F69, ainsi que les cotypes F78,91,109,95,93,87(?), 90(?), de l'ère Cénozoïque, et de l'époque Éocène (38 à 33,9 Ma) font partie de la collection Fliche, enseignant la botanique à l'École nationale des eaux et forêts de Nancy et viennent du gisement éocène de Céreste, dans les Alpes-de-Haute-Provence, dans la réserve naturelle géologique du Luberon, gérée par le parc naturel régional du Luberon. Les échantillons se trouvent dans les calcaires en plaquettes "supérieurs" du bassin d'Apt-Forcalquier.

### Renommage
L'espèce Philydrus innovatus est renommée Enochrus innovatus en 2020 par Matthew E. Clapham (d),.

### Étymologie
L'épithète spécifique innovatus signifie en latin « innové ».

## Description

### Caractères
La diagnose de Nicolas Théobald en 1937, : 

« Corps oblong, arrondi aux extrémités, fortement bombé, coloration brun foncé. Tête trapézoïdale, courte ; deux yeux latéraux, placés contre le corselet, forme arrondie ; épistome droit à l'avant ; labre légèrement échancré ; mandibules à peine saillantes ; antennes manquent ; pronotum fortement échancré à l'avant ; angles antérieurs saillants ; élargi vers l'arrière ; angles postérieurs arrondis ; bord postérieur droit ; écusson moyen, triangulaire. Élytres fortement bombés ; épipleure bien marquée ; pas d'ornementation visible sur l'élytre. on voit par transparence l'abdomen et les pattes ; hanches I très rapprochées. ».

### Dimensions
La longueur totale est de 4,5 mm.

### Affinités
« N'est identique à aucune des formes fossiles connues d'Aix. Par son corps de forme oblongue, peut être rapproché de Philydrus bicolor F. qui vit dans les eaux saumâtres et sur les côtes marines de nos régions. ».

## Biologie
« On connaît actuellement une espèce européenne : Enochrus melanocephalus vivant dans les eaux douces de l'Europe centrale. ».

## Galerie
- Quelques espèces vivantes du genre Enochrus.
- Enochrus coarctatus.
- Enochrus melanocephalus.
- Enochrus bicolor.

### Publication originale
- [1937] Nicolas Théobald, « Les insectes fossiles des terrains oligocènes de France 473 p., 17 fig., 7 cartes,13 tables, 29 planches hors texte », Bulletin Mensuel de la Société des Sciences de Nancy et Mémoires de la Société des sciences de Nancy, Imprimerie G. Thomas,‎ 1937, p. 1-473 (ISSN 1155-1119 et 2263-6439, OCLC 786027547). .